# Vårgyllen
Vårgyllen (Barbarea verna), även kallad vinterkrasse, är en ettårig ört i släktet gyllnar och familjen korsblommiga växter. Den beskrevs först av Philip Miller, och fick sitt nu gällande namn av Paul Friedrich August Ascherson.
IUCN kategoriserar arten globalt som otillräckligt studerad.

## Användning
Vårgyllen odlades som grönsak i Sverige redan på 1600-talet, men glömdes senare bort. Den är mycket köldtålig och har en stark smak, ungefär som vattenkrasse, vilket gett den dess alternativa namn vinterkrasse. Bladen kan användas i sallader eller soppor, och går att skörda till snön kommer.

## Utbredning
Arten växer vilt i västra Medelhavsområdet, Turkiet och Krim. Den förekommer tillfälligt i Sverige, men reproducerar sig inte.

## Bildgalleri

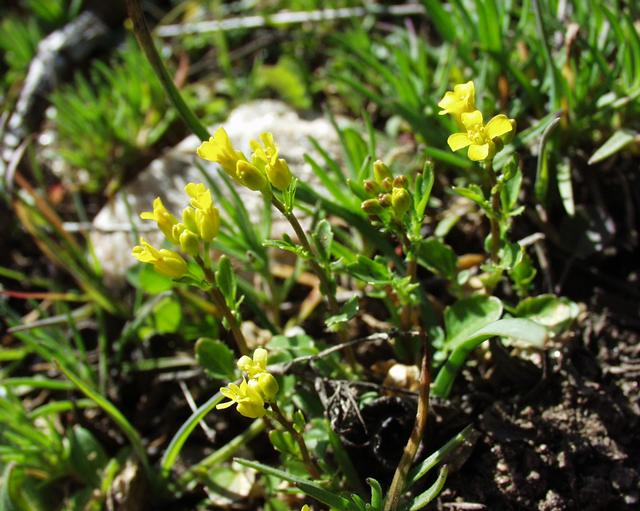
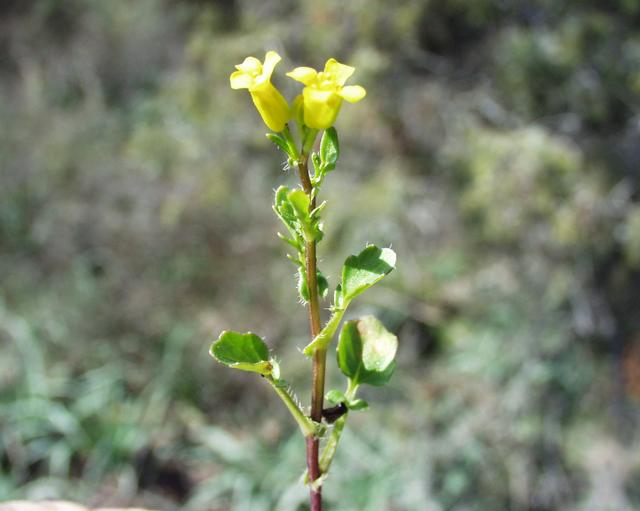
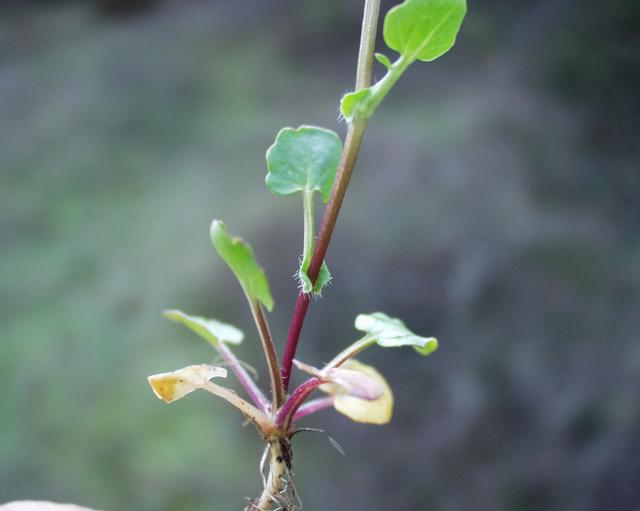